# コンスタンティン・フィップス (初代ノーマンビー侯爵)
初代ノーマンビー侯爵コンスタンティン・ヘンリー・フィップス（英: Constantine Henry Phipps, 1st Marquess of Normanby KG GCB GCH PC FSA, 1797年5月15日 - 1863年7月28日）は、イギリスの政治家、外交官、作家。ガーター勲章勲爵士、バス勲章ナイト・グランド・クロス勲爵士、ロイヤル・ゲルフ勲章ナイト・グランド・クロス勲爵士、枢密顧問官。1838年にノーマンビー侯爵に叙位される前は連合王国貴族の爵位「第2代マルグレイヴ伯爵」で、1831年にマルグレイヴ伯爵を相続する前は儀礼称号の「ノーマンビー子爵」で称された。

## 経歴
第3代マルグレイヴ男爵ヘンリー・フィップス（後の初代マルグレイヴ伯爵）と妻のマーサ・ソフィア・フィップス（旧姓マリング）の間の長男。父の初代マルグレイヴ伯爵はランカスター公領大臣・外務大臣・海軍大臣（First Lord of the Admiralty）を務めた軍人・政治家。また伯父に軍人の第2代マルグレイヴ男爵コンスタンティン・フィップスがいる。
ハーロー校を経てケンブリッジ大学トリニティ・カレッジで学ぶ。在学中の1815年には、ケンブリッジ・ユニオン・ソサエティの第2代会長を務めた。
1818年にヨークシャー州スカーブラ選挙区選出の庶民院議員となるが、カトリック解放に賛意を示すなど一族の政治方針に異議を唱えて1820年に辞職し、以後2年間イタリアに住んだ。帰国後1822年から1826年までノーサンプトンシャー州ハイアム・フェラーズ選挙区選出の庶民院議員を務め、政治的なパンフレットや議会での演説によって高い評価を得た。1826年の総選挙ではヨークシャー州マルトン選挙区から庶民院議員に選出され、1830年まで務めた。議会ではジョージ・カニングの支持者であった。
1825年の小説『The English in Italy』や『Matilda』の作者としてこのころ既に名が知られており、1828年には『Yes and No』を上梓した。
1831年、父親の死によりマルグレイヴ伯爵を相続し、貴族院議員となる。1832年より1834年までジャマイカの総督（Governor of Jamaica）となり当地に赴任。1834年、第2代メルバーン子爵ウィリアム・ラムの第1次内閣で王璽尚書として入閣。
1835年に発足した第2次メルバーン内閣では当初アイルランド総督（Lord Lieutenant of Ireland）へ任命され、総督在任中の1838年に、「カウンティ・オヴ・ヨークにおけるノーマンビー侯爵」（Marquess of Normanby, in the county of York）に叙位された。1839年2月に陸軍・植民地大臣となり入閣、同年8月に内務大臣へ転任した。植民地相として彼は、ウィリアム・ホブソンに対してニュージーランドの統治についてイギリス政府の方針を書簡で指示した。
1846年から1852年までフランス駐箚イギリス特命全権大使としてパリへ、1854年から1858年までトスカーナ駐箚イギリス特命全権公使としてフィレンツェへ赴任。1857年に出版されたパリ駐在中の1848年の日記『A Year of Revolution』は、ルイ・ブランとの間で激しい議論を招いた。さらに公職からの引退後にもフランスやイタリアに対する政策について第3代パーマストン子爵ヘンリー・ジョン・テンプルやウィリアム・グラッドストンと衝突した。
1832年に枢密顧問官へ列せられ、同年にロイヤル・ゲルフ勲章ナイト・グランド・クロス、1847年にバス勲章ナイト・グランド・クロス、1851年にガーター勲章を授けられた。
1863年にロンドンで死去。66歳。爵位は一人息子のジョージが相続した。

## 家族
初代レイヴェンスワース男爵トマス・リデルの娘マリア・リデル（1798年 - 1882年）と1818年8月12日に結婚した。彼女との間に生まれた息子のジョージは自由党の政治家となり、ノヴァスコシアの総督・クイーンズランドの総督・ニュージーランドの総督・ヴィクトリアの総督を務めた。